# Esquadra militar
L'esquadra sol ser la més petita de les unitats d'infanteria. Normalment està comandada per un caporal i està formada per 5 soldats.